# Universidad Estatal de Namangán
La Universidad Estatal de Namangán (en uzbeko: Namangan Davlat Universiteti) es un institución de educación superior, que se estableció en 1942 como un instituto pedagógico. Esta en la provincia de Namangán, que tiene casi 2 millones de habitantes con 7900 km² situada en la parte oriental de Uzbekistán. Hoy en día 6.306 estudiantes para licenciaturas y 153 estudiantes de maestría están matriculados en la Universidad. Cuenta con 430 docentes y 36% de ellos tiene doctorado y PhD. La universidad ofrece varios cursos de estudio, incluyendo 26 licenciaturas, 20 programas educativos, programas de especialización maestrías, 13 programas de PhD, y un programa de doctorado. Estos programas están en varias Lenguas (uzbeko, Ruso, Inglés, Alemán).